# Hifiman
Hifiman Electronics (Eigenschreibweise als HiFiMan Electronics) ist ein chinesisches Unternehmen aus dem Bereich der Audiotechnik. Der Hersteller ist besonders für seine magnetostatischen Kopfhörer im High-End-Bereich bekannt.

## Geschichte

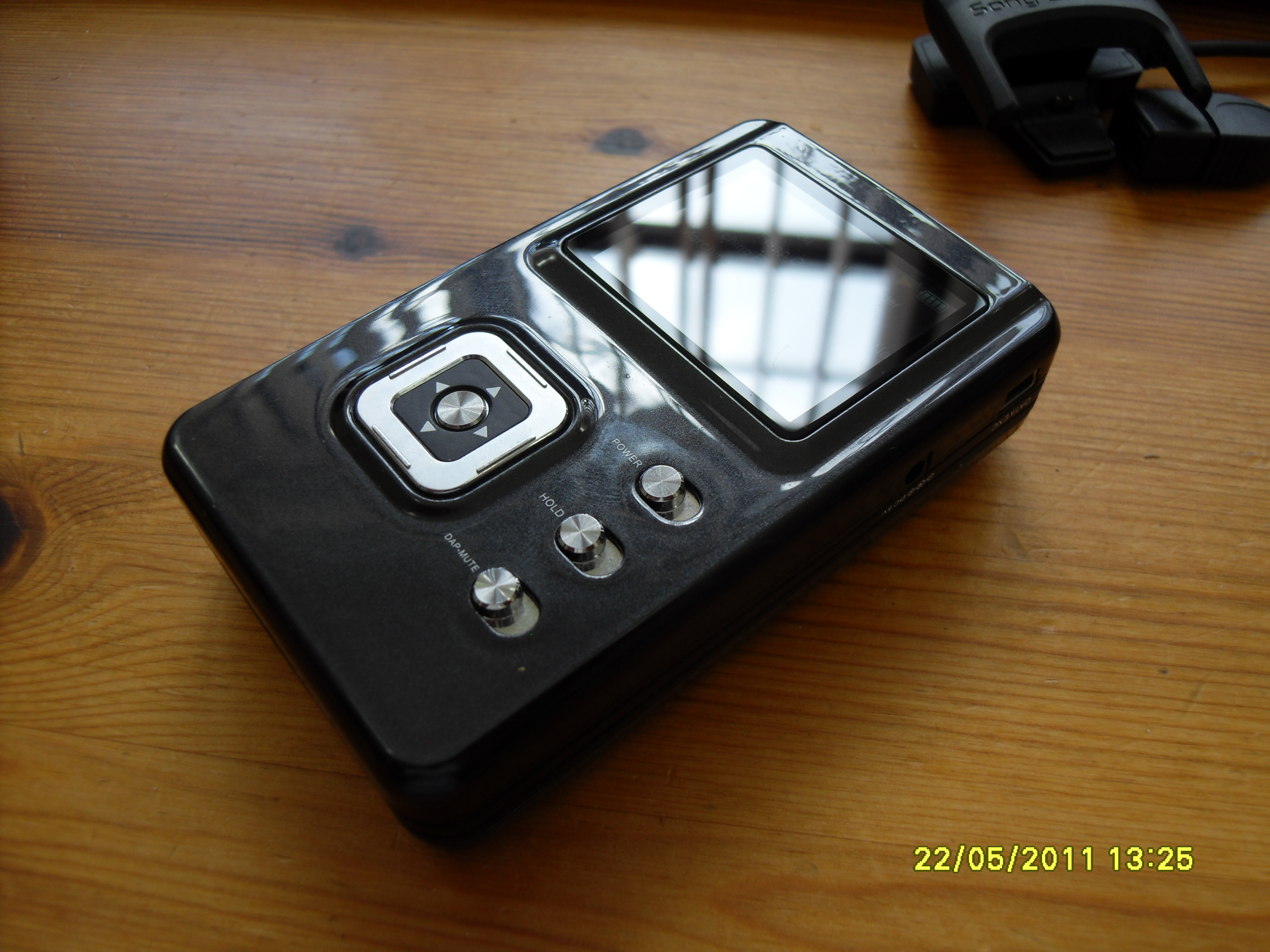
Tragbarer digitaler Musikspieler HM-601

Das Unternehmen wurde in 2005 von Fang Bian, der damals in New York City lebte, in Form eines Online-Handels unter der Marke Head Direct gegründet. Seit 2007 wird die Marke HiFiMan verwendet. Zunächst wurden nur In-Ear-Kopfhörer hergestellt, später wurden auch tragbare Musikplayer und magnetostatische Over-Ear-Kopfhörer in das Programm aufgenommen. Aufgrund des großen Erfolges eröffnete Bian im Jahre 2011 zwei kleine Fabriken in China und verlegte den Unternehmenssitz nach Tianjin. Die ersten magnetostatischen Kopfhörer von HiFiMan, das Modell HE5, hatten noch Ohrmuscheln aus edel wirkendem Holz, doch da sich herausstellte, dass das Holz den Belastungen nicht standhielt und begann, Risse zu bilden, wurden die Ohrmuscheln der meisten folgenden Kopfhörer nicht mehr aus Holz, sondern aus schwarzem Kunststoff gefertigt.
Da magnetostatische Kopfhörer zum Betrieb zwangsläufig Kopfhörerverstärker benötigen, jedoch nur wenige entsprechende Geräte am Markt waren, stieg Hifiman schließlich auch in die Produktion solcher Verstärker ein. Derzeit befinden sich Regallautsprecher und PC-Lautsprecher in der Entwicklung.

## Produkte

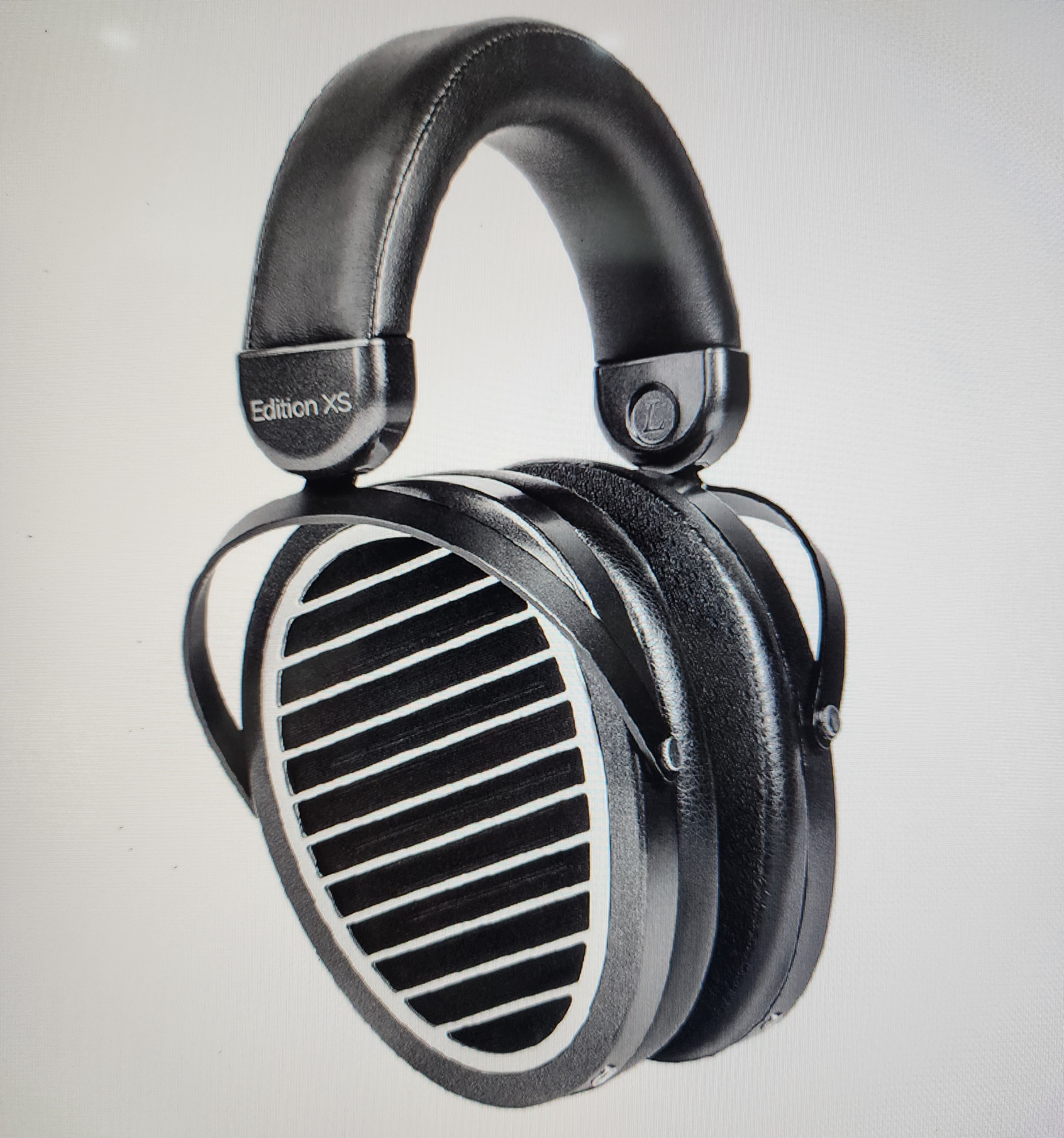
Magnetostatische Kopfhörer Edition XS

Neben den bekannten Kopfhörern mit magnetostatischen Treibern und dazu passenden Verstärkern stellt das Unternehmen unter anderem dynamische Kopfhörer, In-Ear-Kopfhörer sowie tragbare High-End-Musikabspielgeräte her. Letztere sind je nach Modell modular ausgeführt, sodass etwa das Verstärkermodul ausgetauscht werden kann.